# Úrsula de Brandemburgo
Úrsula de Brandemburgo (Berlim, 25 de setembro de 1450 – Breslávia, 25 de novembro de 1508) foi uma princesa de Brandemburgo por nascimento, duquesa de Münsterberg-Oels e condessa de Glatz pelo seu casamento com Henrique I de Poděbrady.

## Família
Úrsula foi a primeira filha e quarta criança nascida de Alberto III Aquiles, eleitor de Brandemburgo e de Margarida de Baden, sua primeira esposa. Os seus avós paternos foram o eleitor Frederico I de Brandemburgo e Isabel de Baviera-Landshut. Seus avós maternos foram o marquês Jaime I de Baden-Baden e Catarina da Lorena.
Ela teve cinco irmãos, que eram: Wolf, nascido e morto em 1450; Isabel, esposa do duque Ebardo II de Württemberg; Margarida, abadessa da Ordem das Clarissas, em Hof, e João Cícero, eleitor de Brandemburgo como sucessor do pai Alberto, marido de Margarida da Turíngia, e Frederico.

## Biografia
Úrsula primeiramente foi prometida em casamento ao duque Alberto III da Saxônia, filho de Frederico II, Eleitor da Saxônia. Porém, com o rompimento do noivado, ela foi oferecida ao irmão do duque, o eleitor Ernesto da Saxônia. Contudo, eles não se casaram.
Em seguida, sua mão foi dada em casamento a Henrique, duque de Münsterberg-Oels, filho de Jorge de Poděbrady, rei da Boêmia e de Cunegundes de Sternberg. A união, porém, não ocorreu imediatamente, devido ao fato de o Papa Paulo II ter excomungado a prometida e seu pai, Alberto, pois considerava o duque Henrique um herege. As relações entre o estado de Brandemburgo e o imperador Frederico III do Sacro Império Romano-Germânico, também pioraram devido ao noivado.
Devido as circunstâncias, os pais dos noivos criaram uma aliança defensiva contra a oposição ao matrimônio.
No entanto, a princesa secretamente tornou-se noiva de Rodolfo III de Sulz, conde em Klettgau, sem comunicar ao seu pai. O papa, porém, dissolveu este noivado.
Finalmente, em 9 de fevereiro de 1467, aos 16 anos, Úrsula casou-se com o duque Henrique, na cidade de Eger, hoje conhecida como Cheb, na atual República Checa. Eles tiveram oito filhos, cinco meninos e três meninas.
A duquesa faleceu no dia 25 de novembro de 1508, aos 58 anos de idade, e foi enterrada em Glatz, hoje na Polônia.

## Descendência
- Alberto I de Münsterberg-Oels (3 de agosto de 1468 – 12 de julho de 1511), foi marido de Salomé de Sagan e Glogau, com quem teve uma filha;
- Jorge I de Münsterberg (2 de outubro de 1470 – 10 de novembro de 1502), foi marido de sua cunhada, Edviges de Sagan e Glogau, com quem teve um filho;
- João de Münsterberg-Oels (23 de junho de 1472 – 7 de agosto de 1472), enterrado em Glatz;
- Margarida de Münsterberg (25 de agosto de 1473 – 28 de junho de 1530), foi esposa do príncipe Ernesto I de Anhalt-Dessau, com quem teve quatro filhos;

- Carlos I de Münsterberg-Oels (4 de maio de 1476 – 31 de maio de 1536), foi marido da cunhada, Ana de Sagan, com quem teve doze filhos;
- Luís (n. e m. 21 de junho de 1479), enterrado em Glatz;

- Madalena (25 de janeiro de 1482 – 11 de abril de 1513), não se casou e nem teve filhos;
- Sidônia (3 de junho de 1483 – 1522), esposa do conde Ulrice de Hardegg. Sem descendência.